# Afroleptomydas pulverulentus
Afroleptomydas pulverulentus är en tvåvingeart som beskrevs av Hesse 1969. Afroleptomydas pulverulentus ingår i släktet Afroleptomydas och familjen Mydidae.
Artens utbredningsområde är Namibia. Inga underarter finns listade i Catalogue of Life.